# Oxyopes salticus
Oxyopes salticus är en spindelart som beskrevs av Nicholas Marcellus Hentz 1845. Oxyopes salticus ingår i släktet Oxyopes och familjen lospindlar. Inga underarter finns listade i Catalogue of Life.